# مویه‌گر خال‌ریز
مویه‌گر خال‌ریز (نام علمی: Laniocera rufescens) یک گونه از پرندگان خانوادهٔ مرغان کدر است که به‌طور سنتی در خانواده گوهرمرغان قرار می‌گرفته‌است، اما شواهد قویاً نشان می‌دهند که بهتر است در خانوادهٔ مرغان کدر جای گیرند، جایی که اکنون توسط SACC قرار داده می‌شود. این گونه در بلیز، کلمبیا، کاستاریکا، اکوادور، گواتمالا، هندوراس، مکزیک، نیکاراگوئه و پاناما یافت می‌شود و زیستگاه طبیعی آن جنگل‌های دشت نمناک نیمه‌گرمسیری یا گرمسیری است.

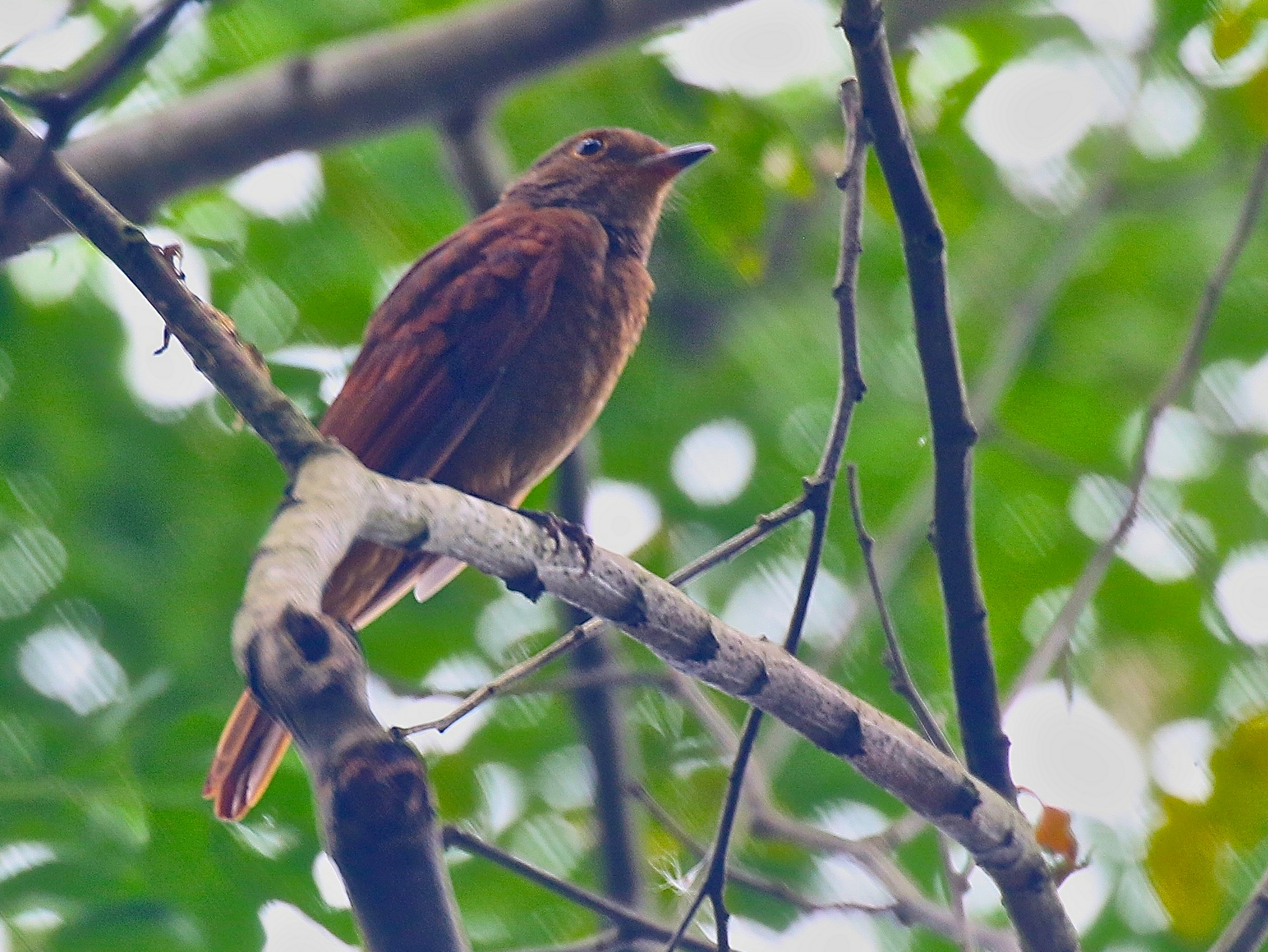
پناهگاه سانفرانسیسکو - دارین، پاناما